# Raina Telgemeier
Raina Telgemeier (San Francisco, 26 de mayo de 1977) es una autora de cómic estadounidense cuyas novelas gráficas han formado parte de las listas de best sellers que publica The New York Times y recibido dos Premios Eisner. Sus obras incluyen las novelas gráficas Sonríe (Smile, 2010), Hermanas (Sisters, 2014) y Drama (2012), las dos primeras totalmente autobiográficas. También adaptó al cómic las cuatro primeras novelas de El club de las canguro de Ann M. Martin, en una serie de novelas gráficas que luego continuaron otras autoras.

## Biografía
Raina Telgemeier nació el 26 de mayo de 1977, en San Francisco. Tiene una hermana, Amara, y un hermano, Will, más jóvenes (como en Sonríe y Hermanas). En sus primeros años de adolescente, Telgemeier cuando iba a sexto curso tropezó y se lesionó los incisivos por lo que requirió operaciones y correctores dentales (todo ello descrito en su novela gráfica Sonríe en 2010). Fue una experiencia traumática durante la que sufrió dolores físicos y las burlas de sus compañeros y compañeras. Ella finalmente encontró nuevas amistades en el instituto, quienes supieron apreciar su talento artístico, aumentando así su confianza. Con aquel ánimo, estudió en la Escuela de Artes Visuales de Nueva York,. Ha vivido en Astoria, Nueva York y actualmente vive en San Francisco, California. 

## Obras
Sus trabajos incluyen una serie de mini-cómics autopublicados llamados Take-Out, una breve en Bizarro World para DC Cómics, una breve historia en el Volumen 4 de la antología Flight, y cuatro novelas gráficas de El Club de las Canguros, una adaptación en viñetas de libros de Ann Martin: Kristie's big idea, The Truth  about Stacey, Mary Anne Saves the Day, Claudia and Mean Janine, Dawn and the impossible Three, Kristy's big day, y Stacey loves boys.
En agosto de 2009, Del Rey Manga lanzó X-Men: Misfits, donde Telgemeier fue coautora junto a su entonces marido, Dave Roman.
En febrero de 2010, se publicó Sonríe,un proyecto que comenzó a publicar como webcómic. En septiembre de 2012, llegó su novela gráfica Drama. En agosto de 2014, publicó su segunda novela gráfica autobiográfica, Hermanas, la cual se centra en su relación con Amara, su hermana pequeña. En agosto de 2016, publicó Ghosts, una historia diferente, en tono fantástico en la que una chica y su familia se mudan a una nueva ciudad.
Jeff Smith, Lynn Johnston y Adrian Tomine se encuentran entre sus principales influencias.

## Premios y reconocimientos
- En 2003 fue nominada para el Premio Ignatz en las categorías de Talento Nuevo Prometedor y Excepcional Mini-cómic.[10] Y ese mismo año ganó el premio Friends of Lulu's Kimberly Yale en la categoría de Mejor nuevo talento.[11]
- Nominada para el Premio Eisner en 2005 en la categoría de Talento Merecedor de Más Reconocimiento. Ha sido nominada en dos ocasiones para el premio Web Cartoonist' Choice por el webcomic Outstanding Slice-of-Life, por su webcomic Sonríe. Esta novela gráfica basada en su webcomic del mismo nombre consiguió el Premio Boston Globe-Hork Book en 2010.[12] Esta es la primera vez que una novela gráfica ha sido nominada para este premio. Además fue elegida por el director de la Revista de libros del New York Times, como mejor libro de 2010 por la Revista Kirkus,[13] mejor libro infantil en 2011 para la Asociación de Bibliotecas Americana[14] y en 2011 como una de las diez mejores novelas juveniles según YALSA[15] y finalista del Premio de libros infantiles. En 2011, ganó el Premio Eisner como mejor publicación juvenil.[16]
- En 2015, ganó el Premio Eisner en la categoría de Mejor Escritor/Artista por su novela gráfica Hermanas.[17] Esta misma novela gráfica fue en 2014 la "Editor's Choice" de la Revista de libros del New York Times.[18]
- La novela gráfica La gran idea de Kristy, de la serie El Club de las Canguros fue seleccionada por YALSA para la lista de novelas gráficas juveniles de 2007, así como en la lista de las diez mejores novelas gráficas juveniles.
- Drama ganó el Premio Stonewall Book Award, premio que otorga la Asociación de Bibliotecas Americana que reconoce a los autores o autoras que hablan sobre homosexualidad, bisexualidad o transexualidad en sus trabajos.[19]
- El 10 de mayo de 2015, cuatro de sus libros (Drama, Sonríe, Hermanas y La gran idea de Kristy's) han formado parte de las listas de best sellers elaborada por The New York Times.[20]